# 거창군의 향토문화유적
거창군의 향토문화유적은 「문화재보호법」,「경상남도 문화재보호 조례」에 따라 국가나 경상남도 문화재로 지정되지 아니한 것으로서 향후 문화재로 보존가치가 있을 것으로 기대되는 건조물 등을 말한다.

## 참고 문헌
- 거창군 홈페이지 - 고시/공고